# North Bethesda
North Bethesda è un census-designated place nella Contea di Montgomery, nello stato americano del Maryland. Nel 2010 aveva una popolazione di 43 828 abitanti e una densità abitativa di 1,872.99 persone per km².